# Quand nos Aïeux brisèrent leurs entraves
Das Lied Quand nos Aïeux brisèrent leurs entraves („Als unsere Ahnen ihre Ketten abschüttelten“) erfüllte die Funktion einer haitianischen Nationalhymne von 1893 bis 1903, ohne allerdings offiziell zu einer solchen bestimmt worden zu sein. Das Lied ist jedoch bis heute als haitianischer Präsidialsalut nach Art des US-amerikanischen Hail to the Chief in Gebrauch.
Der Text stammt von Oswald Durand. Die Melodie und die Verwendung des Texts als Nationalhymne wurde aus der Not geboren, als ein deutsches Kriegsschiff im Jahr 1893 auf Besuch in der haitianischen Hauptstadt Port-au-Prince anlegte und aus protokollarischen Gründen die zu diesem Zeitpunkt nicht existente haitianische Nationalhymne gespielt werden musste. Das patriotische Gedicht wurde während einer Nacht durch Occide Jeanty vertont und am anderen Morgen wie vorgesehen gespielt. 
Die Funktion einer Nationalhymne verlor das Lied mit Ablauf des Jahres 1903, als zum hundertsten Jahrestag der haitianischen Unabhängigkeit am 1. Januar 1904 das Lied La Dessalinienne offiziell zur Nationalhymne erklärt wurde.
Mit den im Liedtext neben den Schwarzen angesprochenen „Gelben“ sind die hellhäutigeren Mulatten gemeint, eine der Bevölkerungsgruppen Haitis.
| Quand nos Aïeux brisèrent leurs entraves Ce n'était pas pour se croiser les bras Pour travailler en maîtres les esclaves Ont embrassé corps à corps le trépas. Leur sang à flots engraissa nos collines, A notre tour, jaunes et noirs, allons! Creusons le sol légué par Dessalines : Notre fortune est là dans nos vallons. | Als unsere Ahnen ihre Ketten abschüttelten, Da geschah das nicht, um die Hände in den Schoß zu legen, Um für sie als Sklaventreiber Sklaven Nebeneinander bis in den Tod arbeiten zu lassen. Ihr Blut hat in Strömen unsere Hügel benetzt, Jetzt liegt's an uns, Schwarze und Gelbe, lasst uns ziehn! Pflügt den uns von Dessalines hinterlassenen Boden, Dort in unseren Tälern liegt unser Glück. |
| Refrain: L'indépendance est éphémère Sans le droit à l'égalité! Pour fouler, heureux, cette terre Il nous faut la devise austère : Dieu! Le Travail! La Liberté! | Refrain: Die Freiheit ist ein kurzlebig Gut Ohne das Recht auf Gleichheit! Um glücklich den Fuß auf diese Erde zu setzen Bedarf es unsrer strengen Losung: Gott! Arbeit! Freiheit! |